# Balashikha
Balashikha (tiếng Nga: Балашиха, IPA: [bəɫɐˈʂɨxə]) là một thành phố thuộc tỉnh Moskva. Thành phố có dân số 507 366 người theo điều tra dân số Nga năm 2020.
Hệ thống sông Pekhorka nằm trên một vùng có chiều dài bắc-nam 40 kilômét (25 mi) và đông-tây 20 kilômét (12 mi) và nhiều hồ nhỏ đã được tạo ra bởi các con đập để cấp thủy năng cho các nhà máy bông vào thế kỷ 19.

## Thành phố kết nghĩa
- Martin, Slovakia
- Pernik, Bulgaria
- Dương Châu, Trung Quốc[4][5]

## Thư viện ảnh

Sông Pekhorka trong thành phố
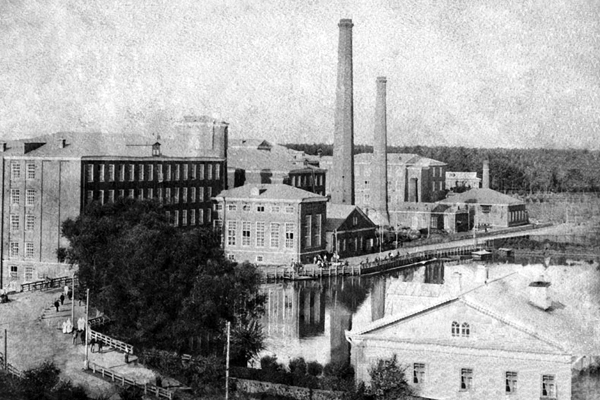
Quang cảnh nhà máy bông Balashikha
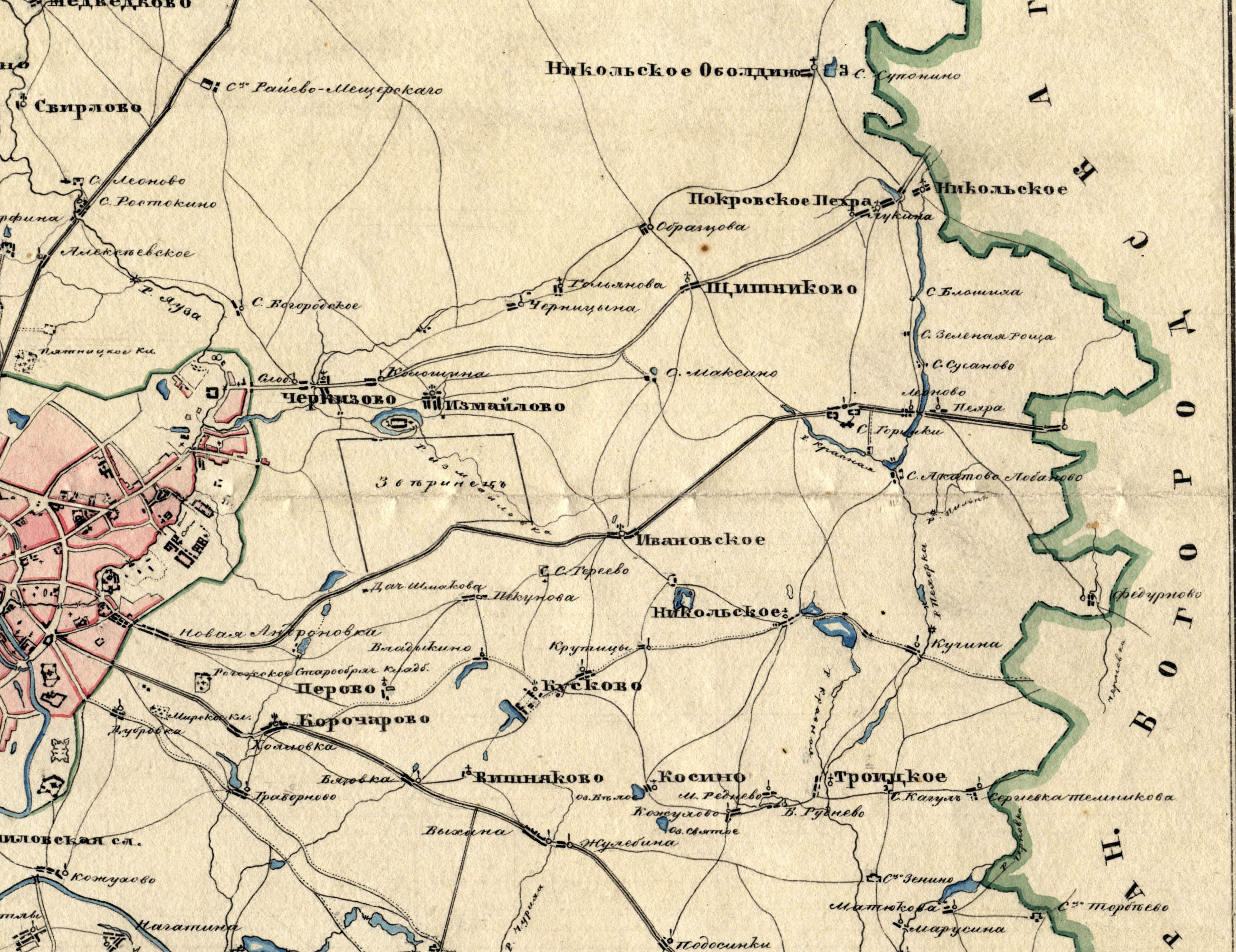
Lãnh thổ của Balashikha trên bản đồ của quận Moscow năm 1849
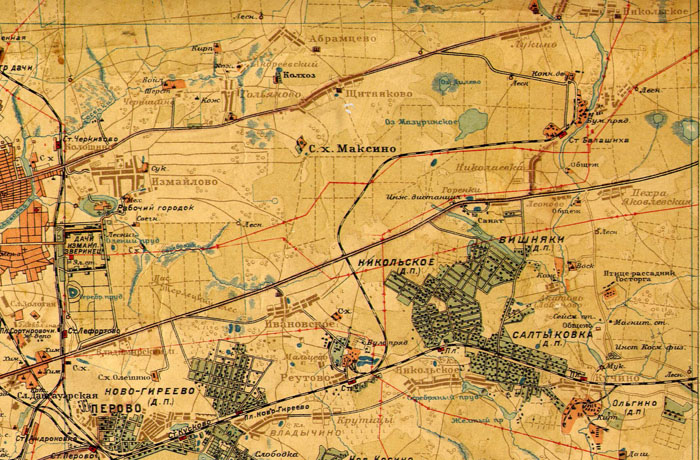
Lãnh thổ của Balashikha trên bản đồ tỉnh Moscow năm 1931
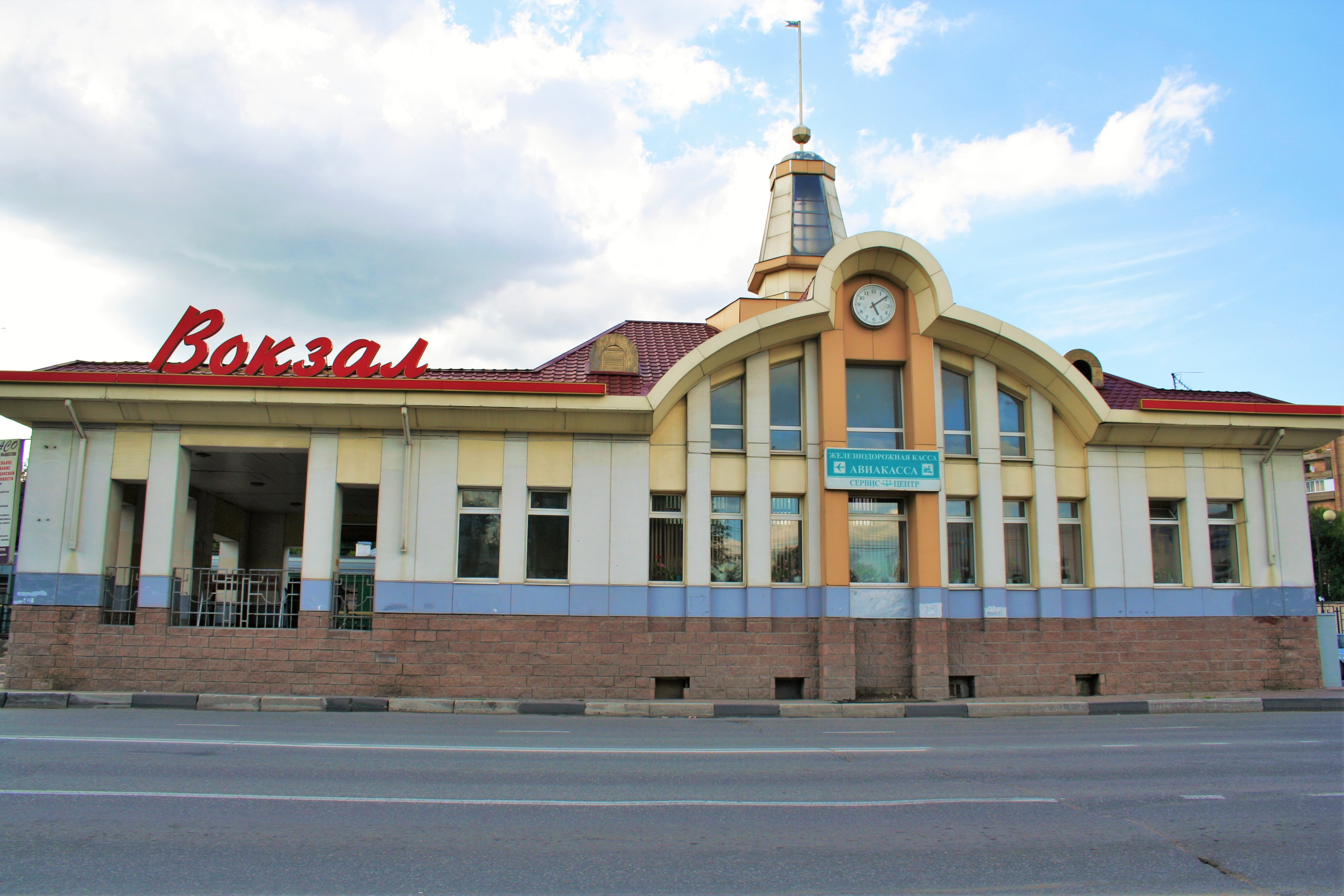
Ga Balashikha
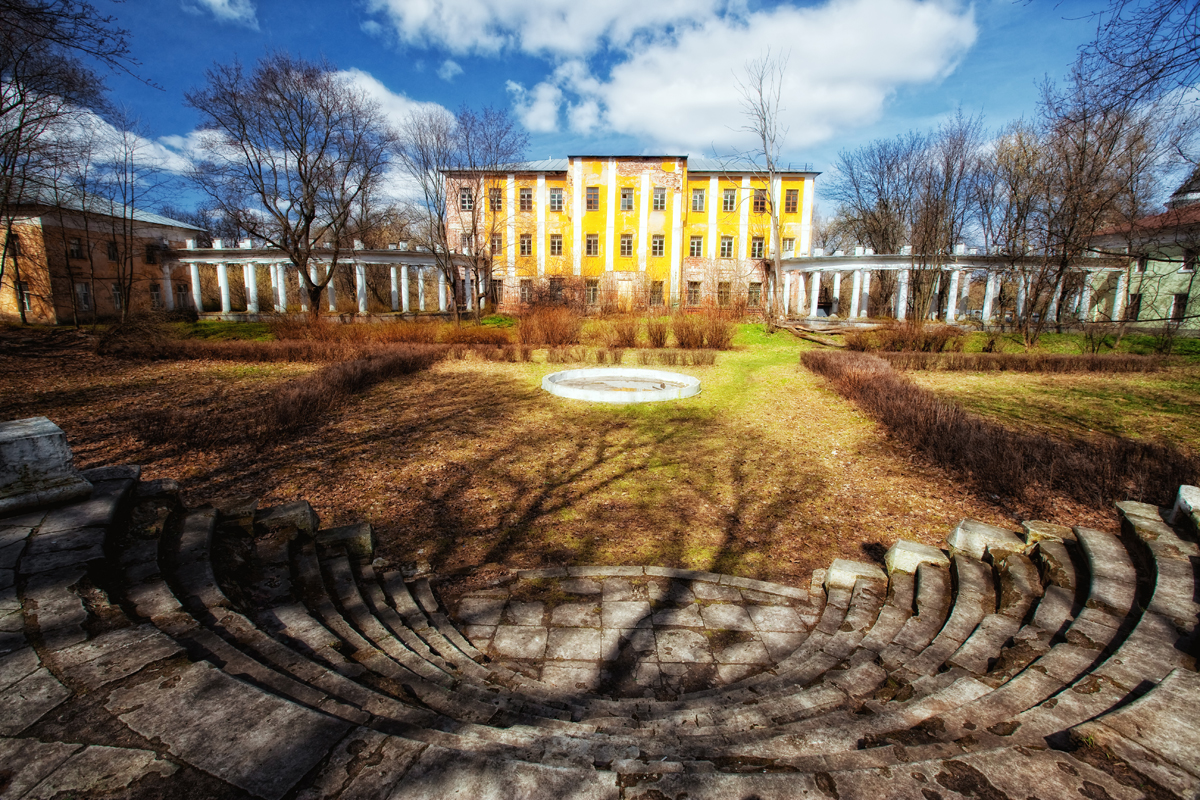
Tranh viênPe khra-Yakovlevskoe
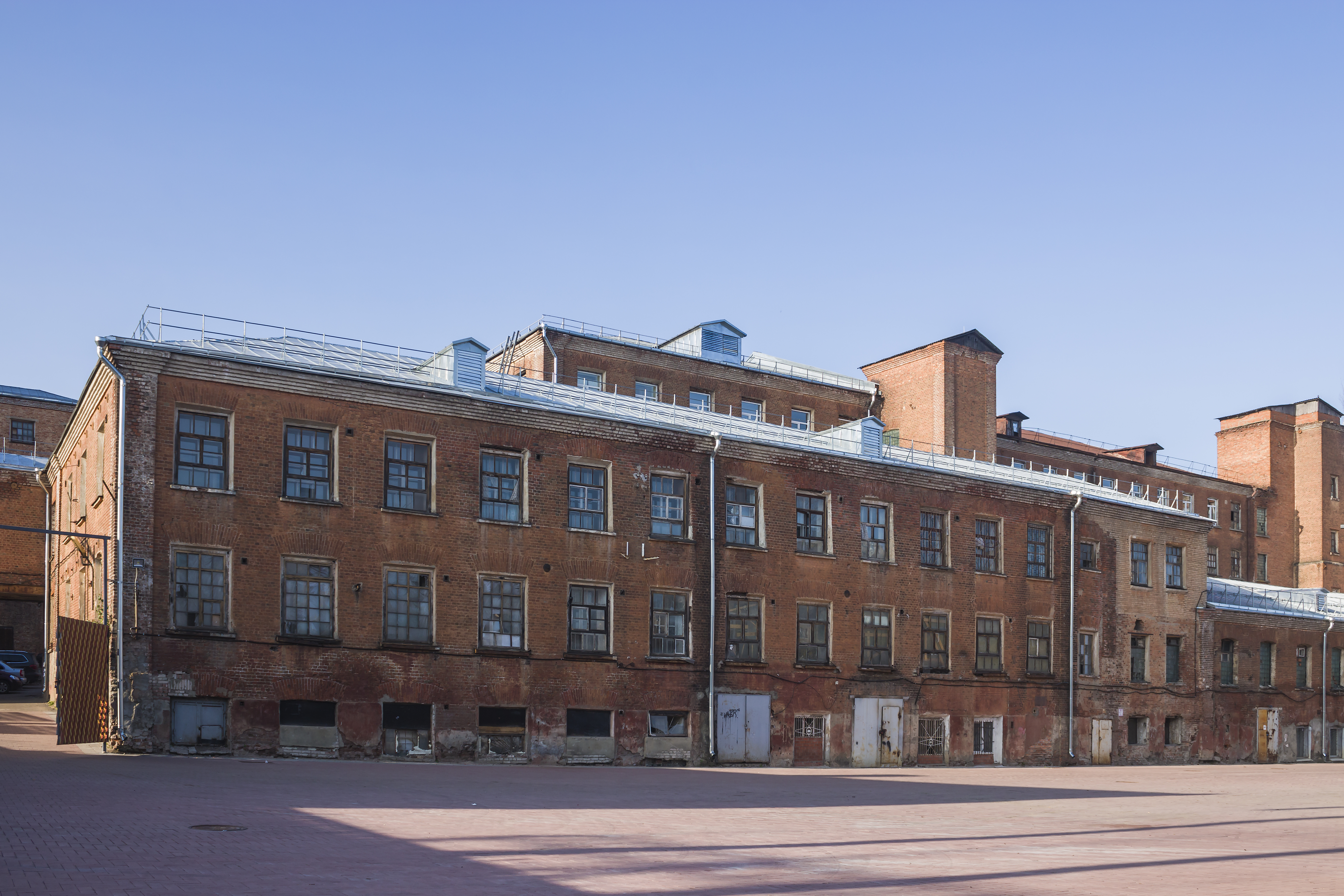
Nhà máy kéo sợi bông Balashikha số 1
Rạp chiếu phim "Zarechye"
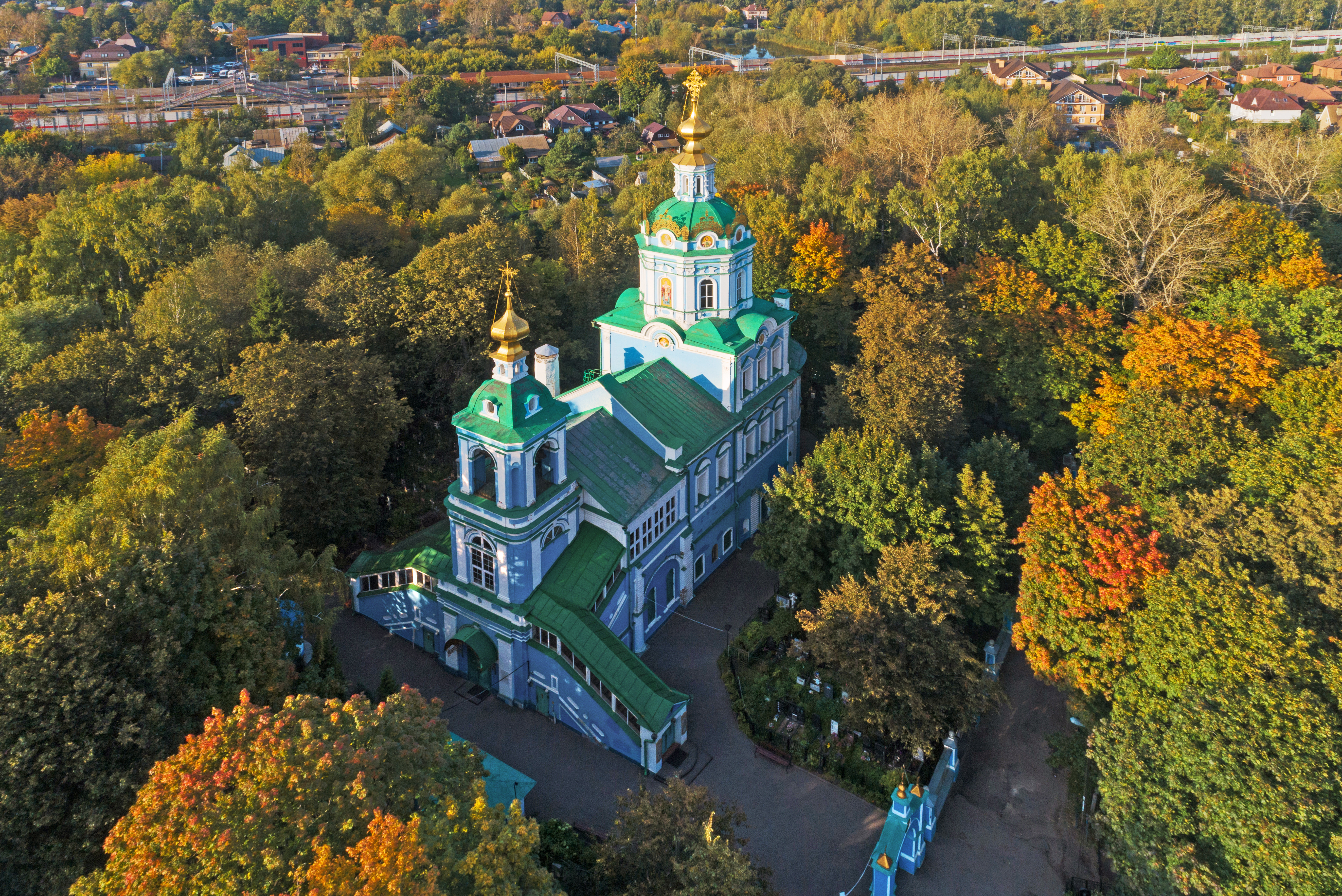
Nhà thờ Thánh Nicholas-Archangel
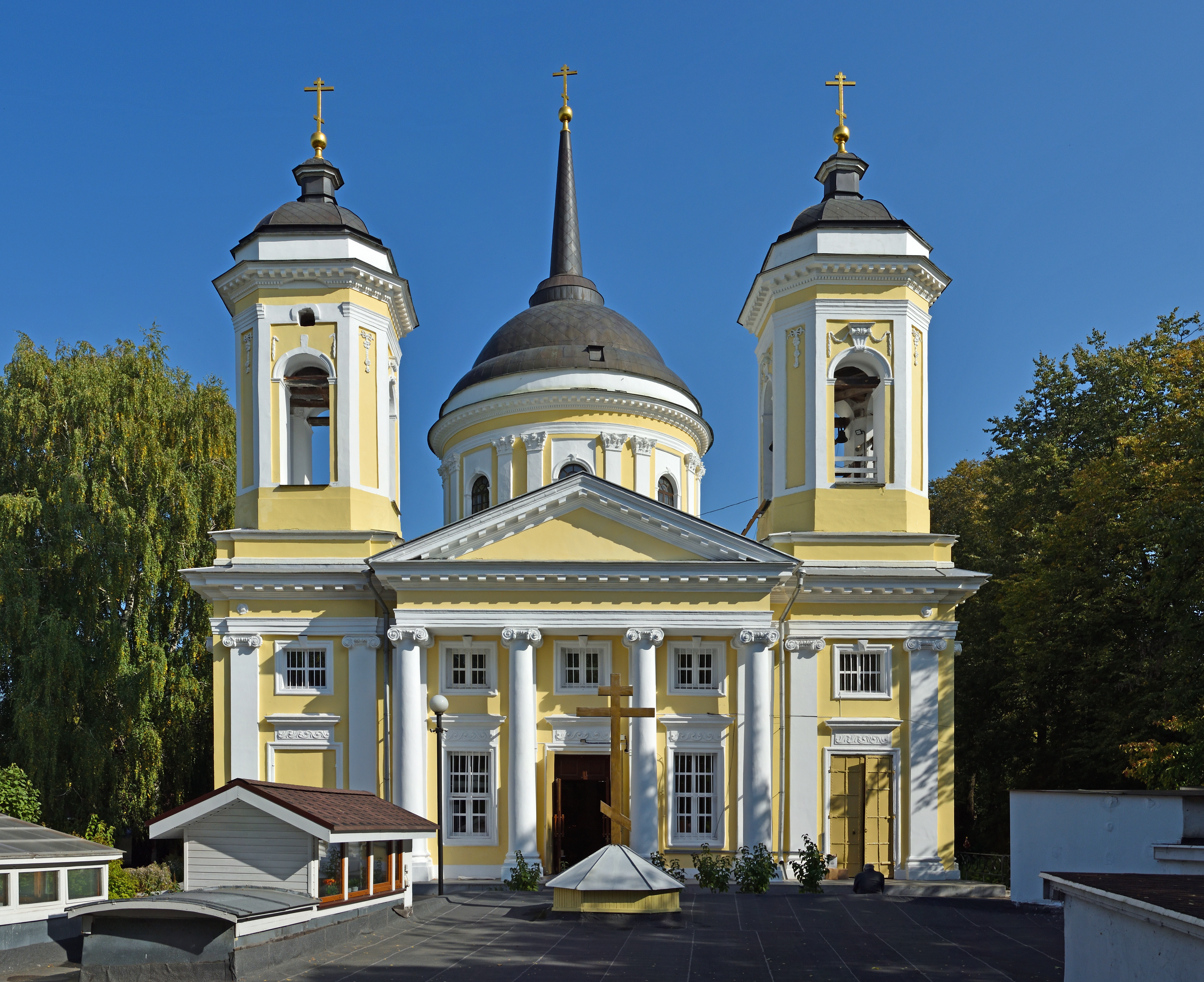
Nhà thờ lễ biến hình
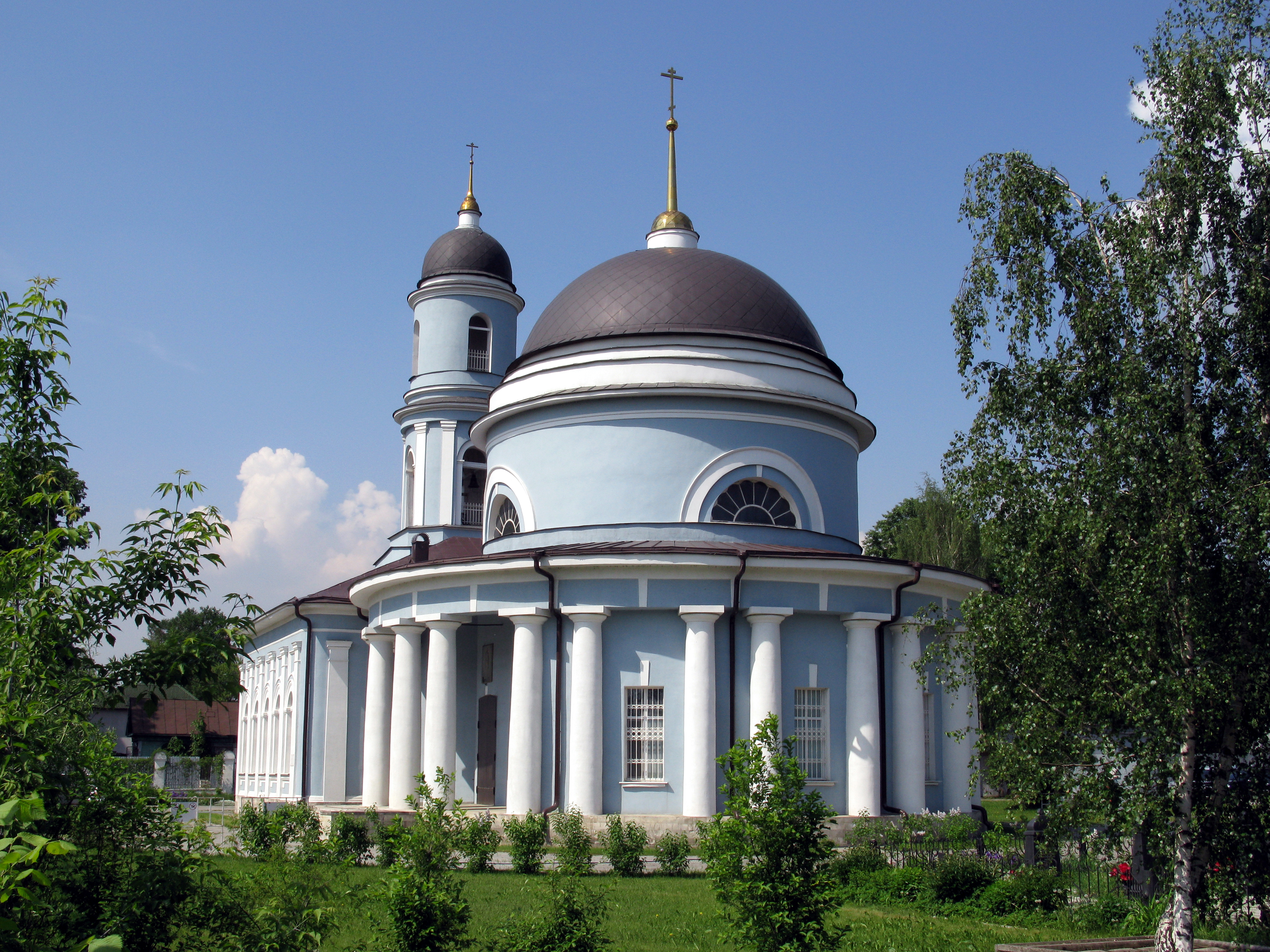
Nhà thờ cầu thay
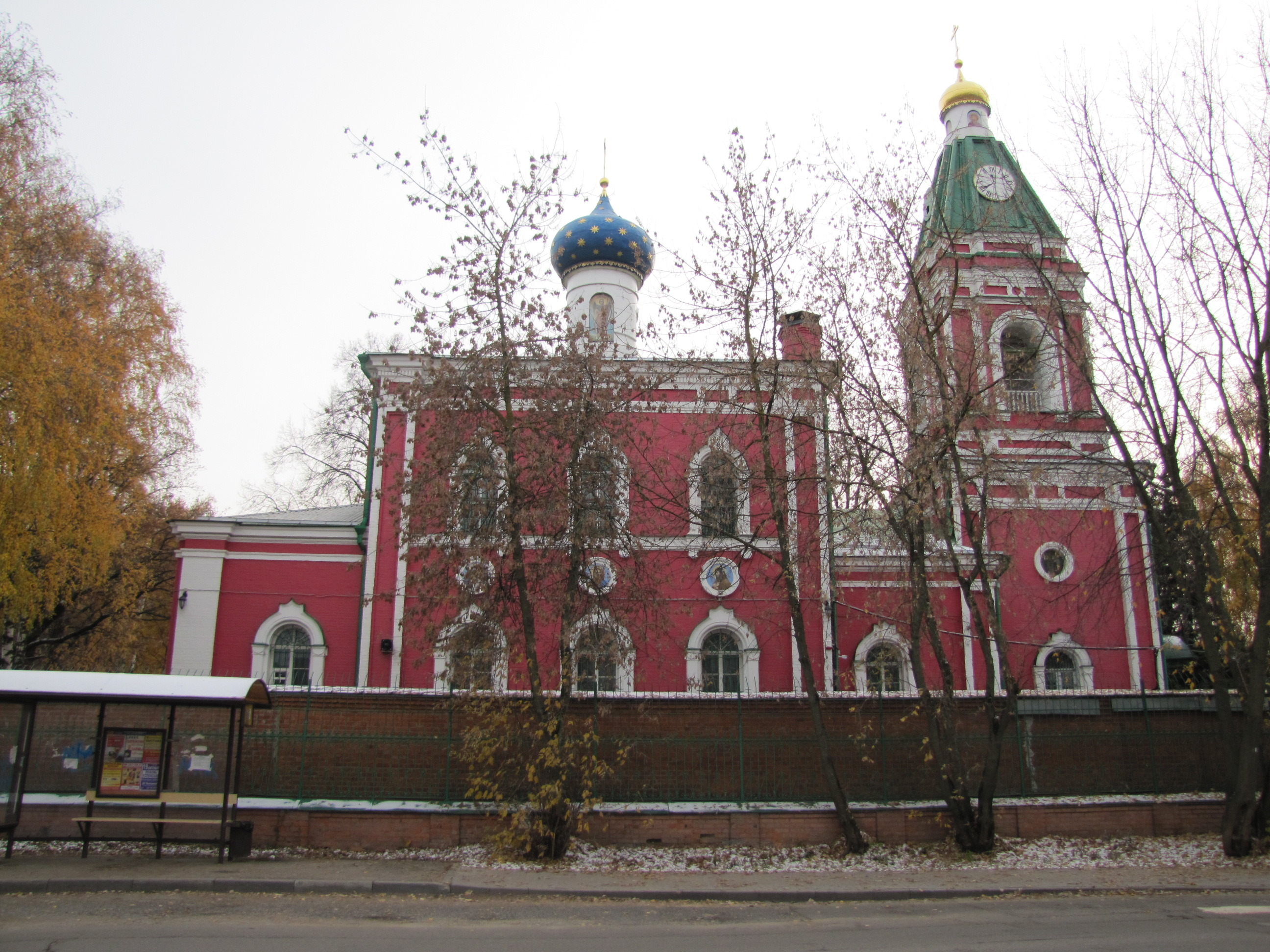
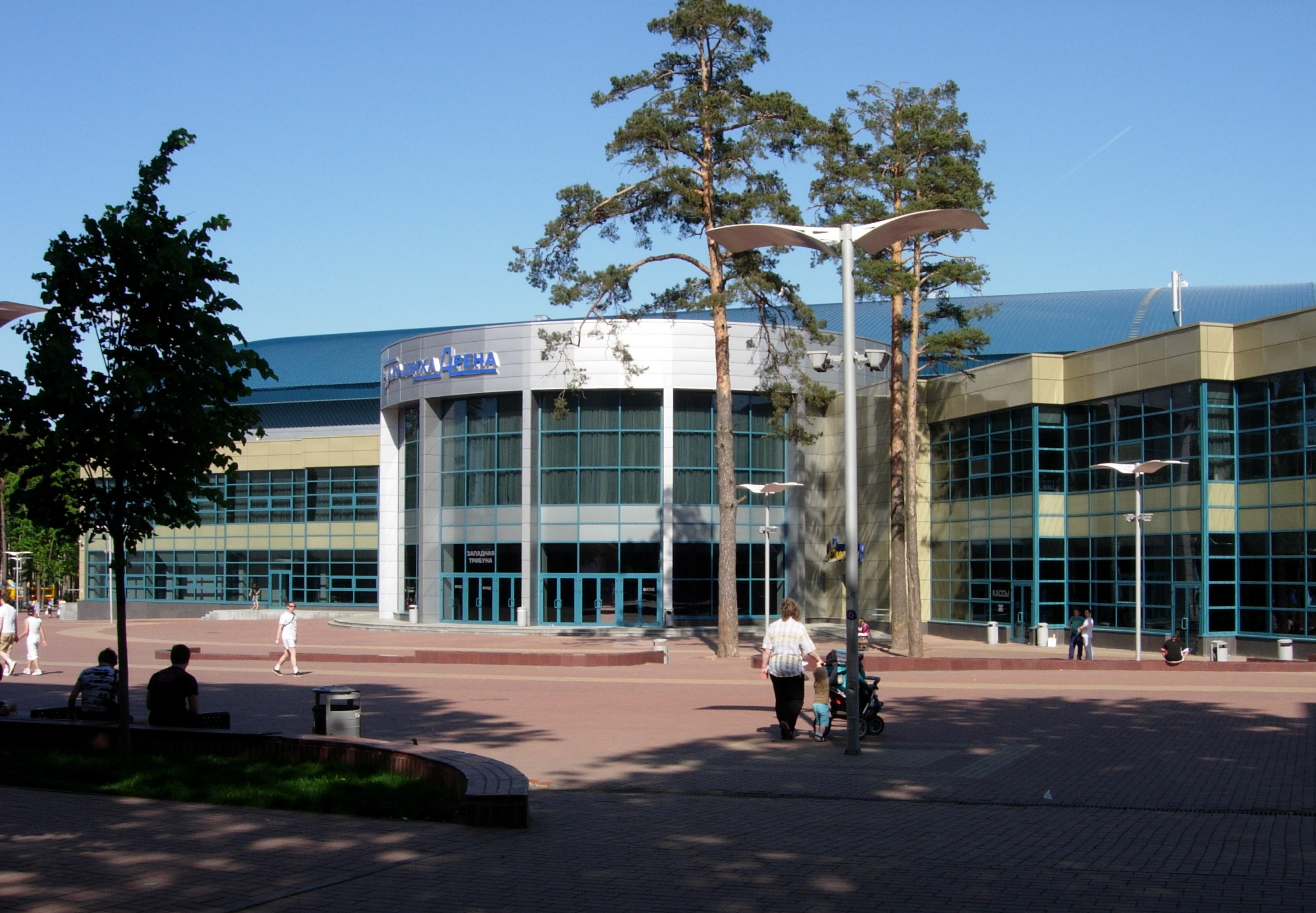
Khu phức hợp thể thao " Balashikha-Arena "